# Idrottssällskapet Halmia
O Idrottssällskapet Halmia, ou simplesmente IS Halmia, é um clube de futebol da Suécia fundado em 16 de junho de 1907. Sua sede fica localizada em Halmstad.